# Planta llenyosa

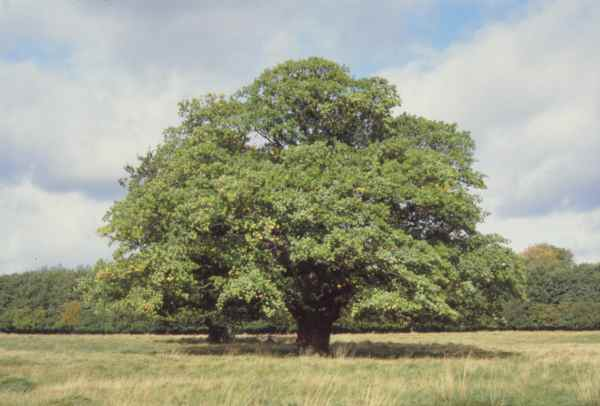
El roure, una planta llenyosa

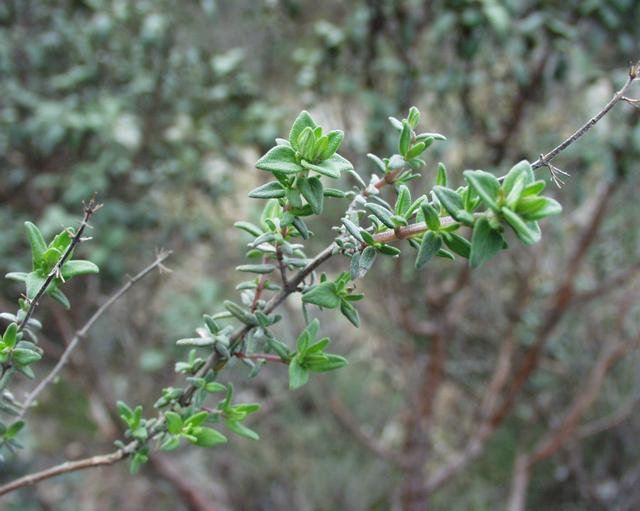
Branca de farigola (Thymus vulgaris), petita planta llenyosa

Una planta llenyosa és una planta que produeix lignina, molècula que dona soliditat a la planta.
El teixit estructural adjacent als teixits vasculars de la planta es troba format de fusta.
Les plantes llenyoses poden tindre mesures molt diferents, des de mates molt menudes com la farigola fins arbres molt grans com el baobab. Típicament les plantes llenyoses són perennes.
El símbol utilitzat per Carl von Linné a Species Plantarum per designar les plantes llenyoses és , que és també el símbol astronòmic del planeta Saturn.